# 折宇谷山
折宇谷山（おりうだにやま）は、徳島県那賀郡那賀町に位置する山である。標高1,652.9m。

## 地理
町内の岩倉と木頭折宇の境にある山。剣山の南東方約6kmの地点に位置する。「木頭村誌」には西山とある。次郎笈から東方へ延びる山脈は木頭村と木沢村の境界をなし、長安口ダムまで続く。その山稜上にあり、北に那賀川の支流・坂州木頭川、南に那賀川本流が流れる。
山名は南西の谷の名がつけられえいる。登山道は鬼頭村栩谷の中内集落から谷を北へ登り、折宇谷山の南に延びる尾根に取りついて登る。古くは那賀郡木頭村と同郡木沢村を結ぶ峠道であった。